# 皮利普
皮利普（羅馬化：Pylyp）是乌克兰男性名字，与腓力同源。

## 名人
- 皮利普·布德基夫斯基（英语：Pylyp Budkivskyi）（1992年—），乌克兰足球运动员
- 皮利普·哈爾马什（英语：Pylyp Harmash）（1989年—），乌克兰排球运动员
- 皮利普·科济茨基（英语：Pylyp Kozytskiy）（1893—1960年），乌克兰作曲家和音乐学家
- 皮利普·莫拉徹夫斯基（英语：Pylyp Morachevskyi）（1806—1879年），乌克兰诗人和翻译家
- 皮利普·奧爾利克（1672—1742年)，乌克兰酋长